# Cecilia Lueza
Cecilia Lueza es una artista, pintora, dibujante y escultora argentina.

## Primeros años y educación
Sus primeros profesores de pintura, en Posadas, fueron Mandové Pedrozo, Marisa Galeano y Hugo Viera.
En 1990, Lueza ingresó en la licenciatura en Artes Plásticas de la Universidad Nacional de La Plata (en la ciudad de La Plata, capital de la provincia de Buenos Aires) ―unos 1200 km de distancia al sur de Posadas―. En 1994 se graduó como licenciada en Artes Plásticas.
En 1998 tuvo su primera exposición individual en la ciudad de Buenos Aires. En 1999 la artista emigró a Miami (Florida).

## Carrera profesional
Desde los años 2000, Lueza comenzó a mostrar su trabajo de manera constante, tanto en exposiciones individuales como grupales en Argentina, Estados Unidos, México y países del Caribe.
En 2002 puso en exhibición sus primeras esculturas a gran escala, en la ciudad de Orlando (Florida). Desde entonces ha estado trabajando en una variedad de proyectos de arte público, y ha recibido comisiones para realizar obras de arte públicas y privadas en muchas ciudades de Estados Unidos.
Landing, muestra a una niña que parece querer tomar vuelo, y cuyo cuerpo forma un gradiente de tonos amarillos a rojos. La obra ha sido exhibida en muchos sitios, desde Key West hasta Nueva York. 
Sus trabajos incluyen la serie escultórica Diversidad, creada entre 2007 y 2011. Los rostros femeninos de gran escala están hechos de poliuretano y aluminio, y pintados en varios tonos de naranja, rojo y amarillo.
Las esculturas tienen un efecto tridimensional y representan a las mujeres de diferentes etnias, generaciones y creencias, que se unifican a través del uso de la artista de estilo y color.
Otra obra es Winds of change (‘vientos de cambio’), que se encuentra en Chattanooga (estado de Tenesí). Se trata de una mano de mujer que sostiene una figura de un ángel con forma de un tubo de acero inoxidable. El ángel es cinético y ha sido pintado en una amplia gama de colores que representan la diversidad y la inclusión.
La escultura fue adquirida recientemente por la exhibición permanente de la Comisión de Arte Público de Chattanooga.
En 2010 Lueza recibió una comisión para hacer una obra específica para el Centro de Innovación y Artes en Rockville (Maryland). Luminarium fue inaugurada en mayo de 2011. Consta de dos esculturas murales interactivas que contienen una fibra óptica y LEDs (diodos emisores de luz) que varían la iluminación y color en función de la frecuencia y la intensidad del sonido ambiente detectado. Cada panel mide 3 metros de altura por 1,80 m de anchura y 25 cm de profundidad.
Cecilia Lueza ha exhibido sus obras en:
- Buenos Aires (Argentina),
- Denver,
- Los Ángeles,
- Madrid (España),
- México DF,
- Miami,
- Mineápolis,
- Nueva York,
- Palm Beach (Florida),
- París (Francia),
- Punta del Este (Uruguay),
- San Diego (California),
- San Juan (Puerto Rico),
- San Petersburgo,
- Tampa,
- Washington D. C.,

## Exhibiciones

### Exhibiciones individuales
- 2000: Peso y levedad (‘Heaviness & Lightness’), en el Centro Cultural Borges, Buenos Aires (Argentina).
- 2001: In Dreams. Miami Beach Botanical Garden (Jardín Botánico de Miami Beach). Miami (Florida).
- 2002: Inner World. Kike San Martín Studios. Miami (Florida).
- 2003: La Dimensión Inaudita. Galería Mehr Licht, en San Juan (Puerto Rico).
- 2003: Cecilia Lueza. Naomi Silva Gallery, en Atlanta (Georgia).
- 2004 (noviembre): muestra de fotografías y pinturas ―junto al fotógrafo y periodista argentino Pablo Garber― en la Feria Internacional del Libro, que se desarrolló en el recinto Wolfson del Miami-Dade College (en Miami).
- 2005: Cecilia Lueza: Exploring the Myths. Chelsea Galleria, en Miami (Florida).[6][7]
- 2007: Mystic: The Work of Cecilia Lueza. Centro Cultural Borges, en Buenos Aires (Argentina).
- 2007: Revelations. Karina Paradiso Fine Art, en Buenos Aires (Argentina).
- 2008: Recent Work. Crossroads Gallery, en St. Petersburg College. St. Petersburg (Florida)
- 2009: Return to Innocence. The Capitol Gallery. Florida State Capitol: Tallahassee (Florida).
- 2009: Return to Innocence. Carnegie Gallery. Clearwater (Florida).
- 2011: Cecilia Lueza: Travesía. Museo de Arte Metropolitano. Buenos Aires, Argentina.
- 2011: Dual Nature: The Work of Cecilia Lueza. Ormond Memorial Art Museum and Gardens. Ormond Beach (Florida).

### Exhibiciones y proyectos de arte público
- 2003: Downtown Orlando Sculpture Program. Orlando (Florida).
- 2004: Sculpture Key West. International Sculpture Exhibition. Key West (Florida).
- 2004: Wind, Sea, Sky: Sculpture on the Beach. Newport, Rhode Island.
- 2005: Ephemeral Trends at Arteamericas Art Fair. Coconut Grove (Florida).
- 2005: Sculpture Key West. International Sculpture Exhibition. Key West (Florida).
- 2005: Rapture: 23 Annual BWAC Sculpture Show. Puente de Brooklyn (Nueva York).
- 2006: Waterworks of Art, Outdoors Sculpture Exhibition. Blue Springs (Misuri).
- 2006: School of Visual Arts Sculpture Garden, Universidad Estatal de Luisiana en Monroe (Luisiana).
- 2006: Sculpture Key West at Fort Zachary Taylor. Key West (Florida).
- 2006: Corazones Vivos. Public Art Project. Buenos Aires, Argentina.
- 2007: Home Bound. Williams Park. St. Petersburg (Florida).
- 2007: Drift, Art Walk Exhibition. Walter E. Washington Convention Center. Washington D. C..
- 2007: Sculpture on the Grounds. Glenview Mansion. Rockville (Maryland).
- 2007: JUST Sculpture Tour. Union University. Jackson (Tenesí).
- 2007: Urban Trees 4. Port of San Diego. San Diego (California).
- 2007: Waterworks of Art, Outdoor Sculpture Exhibition. Blue Springs (Misuri).
- 2008: Artscape Project. Pittsfield (Massachusetts).
- 2008: UWA Outdoor Sculpture Exhibition. Livingston (Alabama).
- 2008: Third Biennial Sculpture Exhibition. Chattanooga (Tenesí).
- 2009: ARTLOUD Sculpture Exhibition. Tampa (Florida).
- 2009: University of West Florida. Child Development Center Project. Pensacola (Florida).
- 2009: Brainerd Project. Chattanooga (Tenesí).
- 2009: Central Video Visitation Facility. Palm Beach (Florida).
- 2009: Sculpture Visions, Chapel Hill Museum. Chapel Hill (Carolina del Norte).
- 2010: WOW Art Without Walls. Sculpture Exhibition. St. Lucie (Florida).
- 2010: Florida Outdoor Sculpture Competition. Lakeland (Florida).
- 2010: Urbana Sculpture Project. Urbana (Illinois).
- 2010: Avenue of the Arts, Sculpture Exhibition. Boynton Beach (Florida).
- 2010: Arts and Innovation Center Project. Rockville (Maryland).
- 2011: Pasadena Rotating Public Art Exhibition. Pasadena (California).
- 2011: Avenue of the Arts, Sculpture Exhibition. Boynton Beach (Florida).
- 2011: Council of Indianapolis Mural Program. Indianápolis (Indiana).
- 2011: Art on Main Sculpture Exhibition. Chattanooga (Tenesí).
- 2011: Sculpture 360. Clearwater (Florida).
- 2011: Giants in the City, Monumental Sculpture Exhibition. Miami (Florida).
- 2011: Sculpt Miami at Red Dot Art Fair. Miami (Florida).
- 2012: Connections Sculpture Project. Blue Springs (Misuri).
- 2012: Sculpture on Sample. Coral Springs (Florida).
- 2012: Evacuspots Public Art Project. Nueva Orleans (Luisiana).

### Exhibiciones grupales
- 2012: Arte Argentino. Arteamericas 2012. Consulado General de la República Argentina en Miami. Miami (Florida).[8][9]

## Premios, becas y residencias
- 2006: Sculpture Key West (Florida) People’s Choice Award.
- 2006: beca Karrvaz Artist-in-Residency Grant, Alcalá del Júcar (España). Fundación Karrvaz - Residencia Internacional Mirador del Júcar
- 2006: Puffin Foundation Grant.
- 2008: Florida Artist Enhancement Grant.
- 2008: Professional Development Individual Artist Grant. Condado de Pinellas.
- 2011: Tourist Development Council Grants Program. Condado de Miami-Dade.